# Zhucheng
Zhucheng is een stad in de provincie Shandong van China. Bij de volkstelling van 2020 had de stad 679.204 inwoners. Zhucheng ligt in de prefectuur Weifang.
Zhucheng is sinds 1960 een belangrijke locatie voor opgravingen van dinosaurussen. De Zhuchengceratops, de Zhuchengtitan en Zhuchengtyrannus zijn naar de stad vernoemd.